# راز جنایت ۲
راز جنایت ۲ (به انگلیسی: Murder Mystery 2) یک فیلم کمدی-معمایی آمریکایی به کارگردانی جرمی گارلیک و نویسندگی جیمز وندربیلت با بازی آدام سندلر و جنیفر انیستون است. این فیلم دنباله‌ای بر فیلم راز جنایت (۲۰۱۹) محسوب می‌شود و در ۱۰ فوریه ۲۰۲۳ توسط نتفلیکس منتشر شد.

## بازیگران
- آدام سندلر در نقش نیک اسپیتز، یک افسر پلیس نیویورک و شوهر آدری
- جنیفر انیستون در نقش آدری اسپیتز، یک آرایشگر و همسر نیک
- مارک استرانگ
- ملانی لوران
- جودی ترنر-اسمیت
- انریکه آرسه
- تونی گلدوین
- انی مامولو
- زورین ویلانووا
- کوهو ورما
- عدیل اختر در نقش ماهاراجا
- جان کانی در نقش کلنل

## تولید

### توسعه
در اکتبر ۲۰۱۹ گزارش شد که دنبالهٔ فیلم راز جنایت با بازی آدام سندلر و جنیفر انیستون به عنوان نقش‌های اصلی ساخته خواهد شد. در اوت ۲۰۲۱، جرمی گارلیک به عنوان کارگردان این فیلم استخدام شد و فیلمنامه‌نویسی آن بر عهدهٔ جیمز وندربیلت است و فیلمبرداری در پاریس و کارائیب انجام شد. سندلر و انیستون حضور دوبارهٔ خود به عنوان نقش اصلی در این دنباله را در سپتامبر ۲۰۲۱ تأیید کرده بودند.
در ژانویه ۲۰۲۲، گزارش شد که عدیل اختر و جان کانی دوباره همان نقش‌های خود را که در فیلم راز جنایت بازی کرده بودند، در این دنباله ایفا خواهند کرد. بازیگران مارک استرانگ، ملانی لوران، جودی ترنر-اسمیت، انریکه آرسه، تونی گلدوین و انی مامولو به گروه بازیگران این فیلم به عنوان بازیگران جدید پیوستند.

### فیلم‌برداری
فیلمبرداری اصلی در ژانویه ۲۰۲۲ در هاوایی آغاز شد. تولید در فوریه ۲۰۲۲ شروع شد و فیلمبرداری در ۸ آوریل ۲۰۲۲ در پاریس، فرانسه به پایان رسید.